# Janus la Cour
Janus Andreas Bartholin la Cour (født 5. september 1837 på Timgård ved Ringkøbing, død 13. oktober 1909 i Odder) var en dansk landskabsmaler. Ifølge kunsthistoriker Poul Anker Bech overgik La Cour de klassiske guldaldermalere, når det angik teknisk naturalisme. Det er kendetegnet for la Cour, at han aldrig malede personer ind i sine landskabsmalerier. La Cour var tro mod guldalderens malestil og modtog ikke de nye kunststrømninger i tiden. La Cour er kendt som "stilhedens maler" og var en af Aarhus' store sønner. I dag er en gade i Aarhus opkaldt efter La Cour.
La Cours malerier er blevet solgt til forholdsvist høje priser; i 2007 blev maleriet Tidlig morgen ved Nemisøen solgt på en auktion for 212.500 kr., mens Regnfuld sommerdag ved stranden ved Kalø Vig nogle år forinden blev solgt for 375.000 kr. Et af La Cours hovedværker, Stille aften ved foden af Himmelbjerget, blev udsat for hærværk og sparket i stykker i Aarhus Kommunes varetægt, men blev dog senere restaureret. Museer med værker af la Cour tæller ARoS i Aarhus med 19 værker, Statens Museum for Kunst med 13, Den Hirschsprungske Samling med ni og Skovgaard Museet med syv. Dertil er Aarhus Kommune i besiddelse af 23 værker.

## Barndom
Janus la Cour var søn af gårdejer Otto August la Cour og Ane Cathrine, født Strandbygaard. Janus la Cour blev født på Timgården nord for Ringkøbing, hvor han boede i tre-fire år indtil hans far købte Stensmark ved Grenaa. På Djursland dannede la Cour et livslangt venskab med nabogårdens dreng, Otto Mønsted. La Cour boede fra han var syv til han var 14 år gammel på gården Saralyst ved Aarhus. La Cour var ud af en stor søskendeflok på 11, hvoraf to søstre og en bror døde, før han blev født. Da la Cour var fem, døde en 20-årig søster, hvilket nedbragte antallet af søskende til syv. Opdragelsen af la Cour var i store træk overladt til hans storesøster Louise. Idet hjemmets tre mindste børn alle var drenge, fik la Cour tilknyttet en af de ældste fire søstre til sig som "opdragerinde" i det daglige. Som niårig kom la Cour i skole i Aarhus og boede som pensionær hos enken til en skibsfører.

## Uddannelse
La Cour begyndte som 7-8-årig at tegne landskaber. I 1846 opdagede Emmerik Høegh-Guldberg la Cours talent og begyndte derfor at give ham tegneundervisning på Aarhus Latinskole, hvor la Cour samme år var optaget. Her blev la Cour ven med rektorens søn, Christian Blache. Høegh-Guldberg gav også la Cour privatundervisning i perioden 1850 til efteråret 1853. Undervisningen omfattede studier fra naturen, komposition, oliemaleriets teknik samt kopiering af landskabsmalerier. I 1853 blev la Cour sendt til København for at få undervisning på Kunstakademiet og uddanne sig til landskabsmaler, hvilket skete med økonomisk og praktisk støtte fra Andreas Severin Weis. Både i 1853 og 1854 fik la Cour to måneder privatundervisning af F.C. Kiærschou, og i 1854 blev han også privat elev hos Wilhelm Marstrand. La Cour fremstillede til forårsudstillingen 1855 maleriet Strandparti ved Helgenæs, og dette blev i 1857 fulgt op med Strandparti fra Mols, der blev købt af Kunstforeningen. I 1857 var la Cour dygtig nok til at bestå optagelsesprøven til Kunstakademiet, og i 1864 blev han færdiguddannet som maler.

## Atelier hos P.C. Skovgaard
I København kom la Cour via N.L. Høyen i forbindelse med P.C. Skovgaard, hvilket fik stor betydning for hans landskabsopfattelse og måden, hvorpå han opbyggede sine billeder. La Cour boede i årene 1861-1884 i familien Skovgaards nyopførte villa fra 1860 på Rosenvængets Hovedvej 27, København. I villaen havde Skovgaard og la Cour malerstue side om side. Ved udstillingen 1861 modtog la Cour den Neuhausenske pengepræmie for maleriet Tidlig Sommermorgen ud over en Eng.

## Motivkreds
La Cours motivkreds er landskaber, strandenge med udsigt til en fjord eller bugt og skrænter langs stranden. Motiverne blev til på forskellige årstider og i forskellig belysning. La Cour ville male lyset ved Aarhusbugten, og dette demonstrerede han mere åbenlyst end de tidlige aarhusianske guldaldermalere. Malerierne er kendetegnet ved at være landskaber uden mennesker. Scenerier fra Italien og Schweiz blev også en del af hans motivkreds efter rejser dertil.
La Cour arbejdede ved at lave skitser og farveprøver om sommeren og gennemarbejde det til egentlige værker i sit atelier om vinteren. De færdige værker kunne af og til virke overgjorte og døde. Samtidens malere var begyndt at dyrke friluftsmaleriet, men det var ikke noget for la Cour. Til et enkelt maleri, Åens Udløb i Havet, tegnede la Cour mange skitser og malede studier, i alt omkring tres.

## Rejselivet
I sommeren 1863 var la Cour i Skagen, hvor han malede en akvarel af Skagen Sønderstrand.
I 1865-67 var han udenlands med Akademiets rejseunderstøttelse via Paris til Pyrenæerne over Marseille og Nice til Italien. I årene 1868-1870, 1874, 1897-98 og 1902 var han atter borte, målet var hver gang Italien og Schweiz. I 1874, 1897-98 og 1902 var det mindre rejser. I 1905 igen Schweiz. I 1908 var han i Rom og Tivoli.
Fra rejserne hentede han indtryk. Især bør hans arbejder fra blandt andet Nemisøen og Villa d'Este i Tivoli samt fra Alperne og Bayern fremhæves. Det elegiske element, som er stemningsbærende i de fleste af la Cours malerier, er inspireret af de store klassiske landskabsmalere som Salomon van Ruysdael, Herman van Swanevelt og Claude Lorrain.[kilde mangler]
Allerede fra 1866 vidner udstillingerne om den kærlighed, hvormed la Cour havde levet sig ind i den fremmede natur uden dog derfor at have tabt sin sympati for hjemmets egne. Mens Aften ved Nemisøen tilkendtes udstillingsmedaljen i 1871, og Forårsmorgen i Roms Kampagne samme år købtes til Den Kongelige Malerisamling, havde allerede I Udkanten af en Egeskov, en tidlig Forårsdag (1863) og senere Taaget Efteraarsmorgen i Udkanten af en Birkeskov (1877) og Regnfuld Sommerdag ved Kalø Vig, alle karakteristiske vidnesbyrd om la Cours opfattelse af naturen i Danmark, fundet vej til samme samling. Museet i Aarhus købte i 1878 maleriet Parti ved den flade Strand, Bygevejr. Navnene på disse få billeder minder om hovedtrækkene i la Cours kunst. La Cour var meget hengiven over for P.C. Skovgaards kunst og tilegnede sig dennes evne til at gøre sig rede for landskabets formation og dennes følelse for væksterne, ikke alene for dets særpræg i form og farve, men for selve dets liv, dets vækst, er det ganske andre motiver i luft og stemning, andre landskabsformer, hans øje helst dvæler ved. Om han end i Syden med klart blik for ejendommeligheden har gengivet bjergomkransede søer eller sommersolskinnets pragt, søger han jævnligere både i syd og nord til den flade kyst ved strand eller sø og foretrækker gråvejrsstemninger, skyet luft, tåge eller regnvejr, i det hele alvorlige, næsten tungsindige stemninger frem for det lyse. Han har i hovedindtrykket en dyb, natursand forståelse af disse stemninger og det skær, de kaster over de store, vidtstrakte egne, hvorover den alvorlige luft som oftest hvælver sig.[kilde mangler]

## Enspænderen
Allerede som dreng mellem syv og 14 år, hvor han boede på gården Saralyst syd for Aarhus, gik han alene rundt i skoven. Det konservative element i la Cours kunst, videreførelsen af guldaldertradition, hænger i nogen grad sammen med, at hans enspændernatur idet han ikke havde kontakt med mange undtaget var dog overlærer Lesor Kleisdorff fra Aarhus Katedralskole og kunstnerne Adreas Fritz og Christian Blache, og dermed også isolerede han sig fra at modtage de nye kunststrømninger. Han havde også venskabelig samvær med familierne Mønsted, Weis og Gyldencrone.
I 1872 blev la Cour medlem af Akademiet. I 1888 fik la Cour titel af professor og i 1892 blev han Ridder af Dannebrog.
La Cour var ugift og levede siden 1884 i Langballe syd for Aarhus, hvor han malede i skovene og ved stranden sommetider sammen med Andreas Fritz.

## Gave, hærværk og udstilling
I 1968 indrykkede direktøren, Tage Jakobsen, for Aarhus og Omegns Bank annoncer i alle landet aviser, hvor der efterlystes Janus la Cour malerier der skulle indgå i en udstilling under festugen i Aarhus Rådhushal i 1969. Blandt de lånte malerier, fandt han nogle som havde som særlig interesse for Aarhus, han spurgte så om banken måtte købe dem med henblik på at forære dem til Aarhus Kommune. Malerierne bliver overdraget Aarhus Byråd den 2. januar 1969, med gaven fulgte et et gavebrev med betingelsen at gaven skulle være til forsat glæde for byens borgere. I gavebrevet står der:
| Citat | Til støtte for de kræfter, der i Århus arbejder på at skabe en offentlig tilgængelig samling af landskabsmaleren Janus la Cours arbejder. | Citat |
|       | |       |

Og senere hedder det:
| Citat | Det er giverens håb, at gaven vil udløse andre gaver, således at der herigennem og i forening med de i Århus Kunstmuseums og Århus Kommunes besiddelse værende arbejder skabes mulighed for at give Janus la Cour den placering i Århus, han fortjener. For at følge op på disse ønsker kontaktede daværende borgmester Orla Hyllested i et brev dateret 1. september 1981 "Hr. museumsdirektør Kristian Jakobsen, Århus Kunstmuseum". | Citat |
|       | |       |

Et hovedværk, Stille aften ved foden af Himmelbjerget, blev sparket i stykker i Århus Kommunes varetægt. Under et indbrud på Vilhelmsborg har tyvene sparket et kæmpe hul i billedet, derefter blev maleriet anbragt i rådhusets kælder. Maleriet er en del af en samling, som Århus Kommune fik overdraget som gave. Betingelsen for at få gaven var, at der skulle være offentlig adgang til samlingen, men det skete bare ikke. I stedet hang en del malerierne gemt væk og uden særlig beskyttelse på Vilhelmsborg.
Først da hærværket blev afsløret, blev der taget hånd om malerierne, og der blev efterfølgende arrangeret en la Cour-udstilling på ARoS. Udstillingen af la Cours værker er den første siden 1969 og skyldes et pres for at få Århus Kommunes samling konserveret efter skandalen med det ødelagte maleri.
Udstillingen som kom til at hedde "Stilhedes maler" bestod af 17 malerier fra ARoS' samling, og malerierne fra gaven fra banken 18 malerier og dertil fem malerier som var i kommunens besiddelse.

## Forfalskninger
Russiske svindlere har i Danmark opkøbt værker af la Cour, men også af H.A. Brendekilde og Peder Mønsted, listen over russisk opkøbte malerier er på mindst 150 værker. Værkerne er derefter i Rusland blevet forfalsket således at de fremstår som russiske værker, med signatur fra kendte russiske kunstnere og nogle har fået fjernet danske kendetegn og så påført russiske motiver.

## Død og eftermæle
La Cour døde den 13. oktober 1909 med et ufærdigt maleri på staffeliet. Maleriet var et motiv fra Villa d'Este. Ved sin død efterlod la Cour 871 registrerede malerier og sandsynligvis mange uregistrerede værker.
Idehistorikeren Lars Morell har kaldt la Cour for den bedste maler i Aarhus nogensinde og skrevet, at la Cour var den første fra Aarhus, der udviklede et originalt farvesyn.

## Galleri
|  |  |  |